# Gastroplakaeis parinarii
Gastroplakaeis parinarii is een vlinder uit de familie van de spinners (Lasiocampidae). De wetenschappelijke naam van de soort is voor het eerst geldig gepubliceerd in 1867 door Guérin-Meneville.